# Tyska förstaden

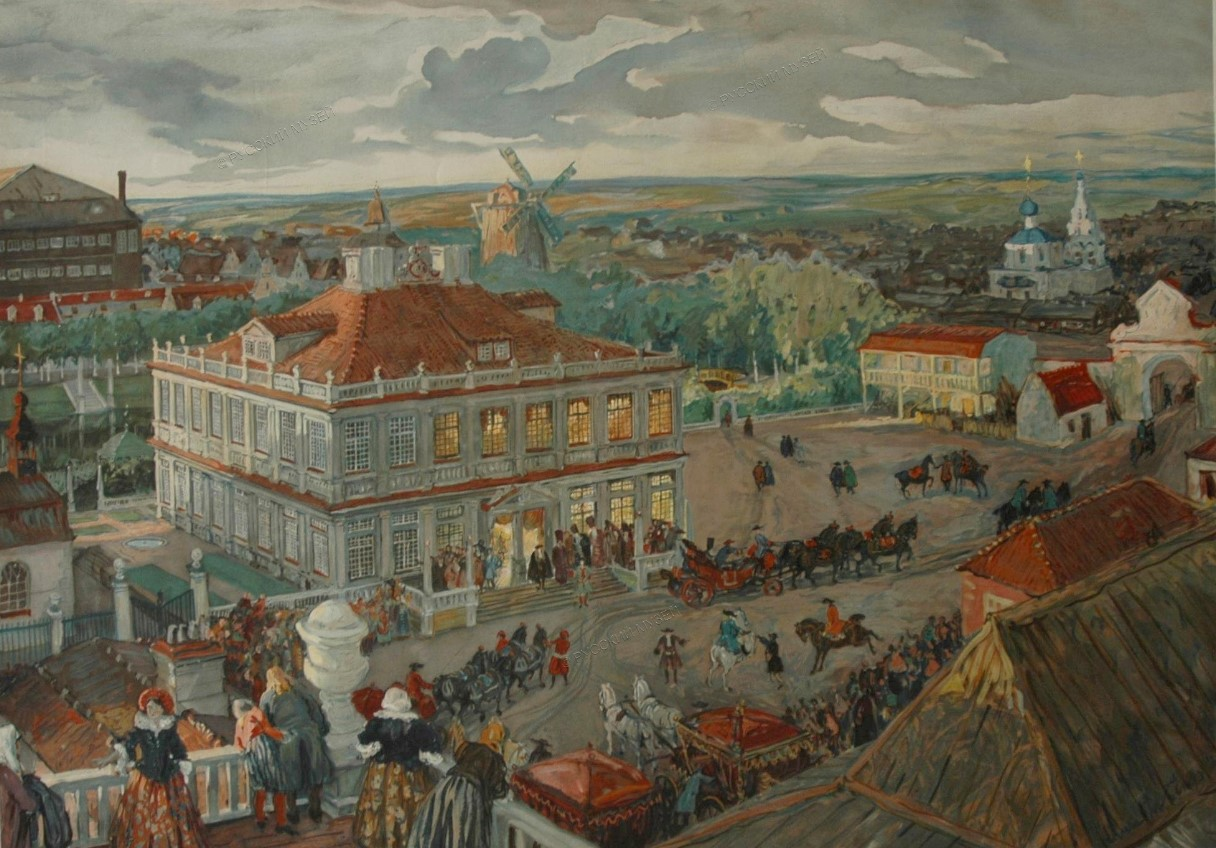
Tyska Förstaden

Tyska Förstaden var ett historiskt namn på ett kvarter i nordöstra Moskva som var reserverat för västerlänningar, som i Ryssland allmänt kallades "tyskar", från 1500-talets mitt fram till 1700-talets början under tsar Peter den stores regeringstid. 
Under det Livländska kriget 1558-1583 blev ett område i nordöstra Moskva avsatt som boplats åt västerländska krigsfångar, och det blev snart också bosättningsområde för stadens västeuropeiska koloni. Området förstördes under den stora oredan i början av 1600-talet, men sedan landet återigen stabiliserats började dess kontakter med utlandet öka och fler utlänningar flyttade in i Moskva. År 1652 reserverade tsaren på den ortodoxa kyrkans begäran detta kvarter åt Moskvas västeuropeiska innevånare, det vill säga alla katoliker och protestanter. År 1672 hade området tre lutherska och två kalvinistiska kyrkor och flera fabriker, bland annat Rysslands första sidenfabrik. I området bodde bland annat de västerländska officerare och militärer som tjänade i den ryska armén. Under Peter den stores regeringstid i början av 1700-talet började Tyska Förstaden upplösas: utlänningarna rätten att bo var de ville och många av Tyska Förstadens innevånare började flytta till andra delar av staden, ryssar började flytta in i kvarteret, och området blev också en populär plats för adeln att uppföra sina nya västerländska palats på. År 1812 brändes kvarteret och de utländska ägarna sålde sina tomter och flyttade, något som betraktas som den slutliga upplösningen av kvarterets särskilda karaktär.    